# Остролодочник заключающий
Остролодочник заключающий (лат. Oxytropis includens) — вид растений рода Остролодочник (Oxytropis) семейства Бобовые (Fabaceae), растущий на щебнистых степных склонах. Эндемик России (Хакасия и Тыва).

## Ботаническое описание
Бесстебельное растение с густым оттопыренным опушением, образует небольшие плотные дерновины. Прилистники узколанцетные, перепончатые, длинно-беловолосистые, почти до половины приросшие к черешку, с 1 жилкой. Листья с тонкими и жесткими черешками и осями, которые частично остаются после опадения листочков. Листочки в числе 5—6 пар, линейные, ланцетные или продолговатые, нередко с завёрнутыми кверху краями, сверху голые, снизу и по краю с длинными белыми волосками.
Цветки почти сидячие, скучены у основания листьев. Прицветники линейные, мелкие, с белыми волосками. Чашечка перепончатая, около 12 мм длиной, с белыми волосками, после отцветания пузыревидно вздутая и полностью покрывающая боб, с ланцетными зубцами в 4 раза короче трубки. Венчик бледно-желтый. Флаг 27—32 мм длиной, с удлинённым обратнояйцевидным отгибом без выемки. Лодочка с синим пятном на верхушке и острием около 0,5 мм длиной. Бобы орешковидные, с длинными белыми волосками, со спинной и брюшной перегородками (двугнёздные).

## Охрана
Вид включён в Красную книгу России и в Красные книги Республики Тыва и Республики Хакасия.